# Tommaso Ruggeri
Tommaso Ruggeri (Messina, 31 luglio 1947) è un matematico e fisico italiano, professore emerito presso l'Università di Bologna.
È noto per i suoi contributi alla fisica matematica, in particolare per la propagazione non lineare delle onde, la Termodinamica Estesa Razionale (RET) e la formulazione iperbolica della relatività generale.

## Formazione e carriera accademica
Ruggeri si è laureato con lode in fisica teorica presso l'Università di Messina il 30 giugno 1969. Ha iniziato la sua carriera accademica come assistente in Meccanica Razionale (1969–1973), per poi trasferirsi all'Università di Bologna, dove è diventato professore associato nel 1973 e professore ordinario di fisica matematica nel 1980.

## Contributi scientifici

### Propagazione non lineare delle onde
Ruggeri ha sviluppato metodi per simmetrizzare sistemi iperbolici di equazioni di bilancio con entropia convessa, apportando contributi significativi alla teoria delle onde d'urto e delle onde di accelerazione nei continui classici e relativistici.

### Termodinamica Estesa Razionale
In collaborazione con Ingo Müller, Ruggeri ha scritto il testo fondamentale Rational Extended Thermodynamics (Springer, 1993; 1998). La sua collaborazione con Masaru Sugiyama ha prodotto i volumi Rational Extended Thermodynamics beyond Monatomic Gas (2015) e Classical and Relativistic Rational Extended Thermodynamics of Gases (2021). Nel 2024 ha pubblicato Introduction to the Thermomechanics of Continua and Hyperbolic Systems, consolidando ulteriormente il suo contributo alla disciplina.

### Iperbolicità delle equazioni di Einstein 3+1
In collaborazione con Yvonne Choquet-Bruhat, Ruggeri ha dimostrato che la decomposizione 3+1 delle equazioni di campo di Einstein nel vuoto, con una scelta appropriata di lapse e shift nullo e combinando le equazioni di evoluzione con le equazioni di vincolo, costituisce un sistema strettamente iperbolico. Questo ha permesso di dimostrarne la ben posta formulazione come problema ai valori iniziali.

## Riconoscimenti e premi
Ruggeri è membro delle seguenti accademie:
- Accademia Nazionale dei Lincei (dal 1999)
- Academia Europaea
- European Academy of Sciences and Arts
- European Academy of Sciences (EurASc)
- Accademie delle Scienze di Bologna, Messina e Napoli[3]

Ha ricevuto i seguenti riconoscimenti:
- Premio Bonavera 1975 (Accademia delle Scienze di Torino)
- Premio Angiola Gili e Cataldo Agostinelli 2018 (Accademia delle Scienze di Torino)
- Medaglia Taylor per la Dinamica dei Fluidi 2025 (Society of Engineering Science)[3]

## Incarichi e attività internazionali
Dal 2000 al 2017 Ruggeri è stato direttore del GNFM–INdAM (Gruppo Nazionale di Fisica Matematica), e dal 2011 al 2019 presidente del Consiglio Scientifico dell'INdAM. È stato relatore plenario in importanti conferenze internazionali e professore visitatore in diversi atenei tra cui Stanford, Brown, Sorbona e università di Berlino, Seul, Taipei, Mumbai, Hong Kong, Sydney, Kyoto e Pechino.

## Opere selezionate
- Müller, I., & Ruggeri, T. (1993, 1998). Rational Extended Thermodynamics. Springer.
- Ruggeri, T., & Sugiyama, M. (2015). Rational Extended Thermodynamics beyond Monatomic Gas. Springer.
- Ruggeri, T., & Sugiyama, M. (2021). Classical and Relativistic Rational Extended Thermodynamics of Gases. Springer.
- Ruggeri, T. (2024). Introduction to the Thermomechanics of Continua and Hyperbolic Systems. Springer.
- Choquet-Bruhat, Y., & Ruggeri, T. (1983). “Hyperbolicity of the 3+1 system of Einstein equations.” Communications in Mathematical Physics, 89:269–275.